# 碘甲醚
碘甲醚（MOMI）是一种有机化合物，化学式为ICH2OCH3。它是一种碘甲基化试剂及甲氧基甲基化试剂。它可由甲醛缩二甲醇和三甲基碘硅烷催化下反应制得。

## 反应
它和1-甲基咪唑反应，可以得到1-甲基-3-甲氧基甲基咪唑鎓碘化物。